# 庫薩雷
41°25′35″N 48°26′08″E / 41.42639°N 48.43556°E

庫薩雷

庫薩雷是阿塞拜疆的城鎮，也是庫薩雷區的首府，位於該國東北部，距離首都巴庫180公里，海拔高度680米，2010年人口18,600，其中97%居民是列茲金人。

## 外部連結
- World Gazetteer: Azerbaijan – World-Gazetteer.com